# Escándalo del fichero masónico

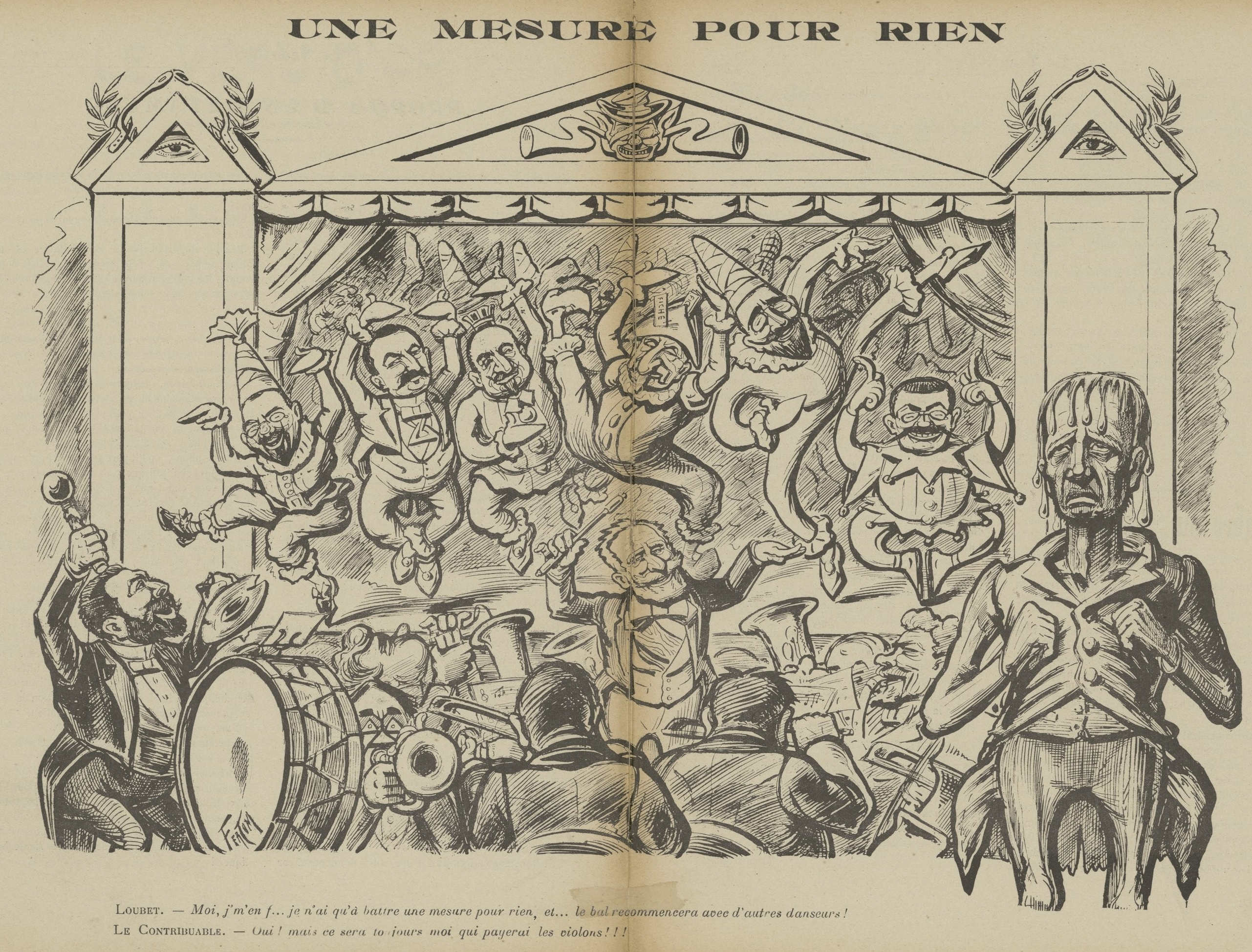
Caricatura Francesa criticando el segundo gabinete Rouvier y el mantenimiento del sistema de archivos en el ministerio de la guerra

El Escándalo del fichero masónico o "escándalo de las fichas" hace referencia al escándalo masónico en Francia de la revelación por el periódico Le Figaro el 27 de octubre de 1904 de los actos del general y ministro de la Guerra miembro de la orden masónica del Grand Orient de France y anticlerical Louis André.

## Historia
La fuente de las denuncias era el masón Jean-Baptiste Bidegain, presuntamente resentido porque sus compañeros no le habían concedido el cargo de secretario general del Gran Oriente de Francia, quien tenía bajo su custodia diversos documentos denominados "fichas" donde constaban información sobre las creencias religiosas de varios oficiales del ejército francés. Tales fichas indicaban el nombre del oficial, datos personales, su grado, unidad, y guarnición a las que estaba adscrito, junto con anotaciones en las cuales se indicaban sus "costumbres" que podían implicar una oposición al régimen republicano.
Así, las "fichas" contenían anotaciones referidas a las opiniones de los oficiales respecto de la religión y la masonería, en los cuales se les calificaba como "clerical", "clericanalla", "jesuitero", "fiel a la República", "clerical clericalizante", y sobre todo la anotación "VLM" (del francés va á la messe o "va a misa"). 
Asimismo, muchas de estas "fichas" incluían datos referidos a la vida privada del oficial investigado como: "sigue las procesiones en traje civil", "fue a la misa de primera comunión de su hija", "es miembro de la Sociedad de San Vicente de Paúl", "tiene sus hijos en un colegio jesuita", "lleva un crucifijo", "ha calificado a los masones de canallas, ladrones, y traidores", "hombre muy rico", "tiene una esposa con mucho dinero", "lleva vida marital con una mujer árabe", etc.
Las anotaciones de las fichas estaban basadas en cartas que diversos jefes militares de cada guarnición, afiliados a la masonería, remitían de modo confidencial al mayor Henri Mollin, quien trabajaba como oficial adscrito al estado mayor del general Louis André, ministro de Guerra. En su acusación Bidegain afirmó que poseía un fichero con 25.000 nombres en el local de la orden del Gran Oriente de Francia sobre los católicos practicantes del ejército francés con la intención de identificarlos, tenerlos bajo vigilancia, y supuestamente negarles el acceso a los grados superiores, ofreciendo vender este fichero al diputado nacionalista Jean Guyot de Villeneuve, opositor al gabinete de Émile Combes. Tras la publicación por Le Figaro, se exigieron explicaciones en la Asamblea Nacional de Francia al ministro André, siendo este denunciado como culpable del espionaje por Jean Guyot de Villeneuve.
Conforme se conocían más detalles del escándalo, se acusó al general André de haber tratado de "republicanizar" el ejército francés iniciando un sistema de espionaje interno en el cual se convocaba a los oficiales afiliados a la masonería (como el propio André) a enviar a sus superiores masónicos del Gran Oriente de Francia datos sobre la conducta de sus compañeros y subordinados, a fin de identificar posibles "elementos antirrepublicanos". No obstante, en este caso la investigación del general André no estaba dirigida a descubrir actos contrarios a la disciplina o lealtad de los oficiales investigados, sino a conocer sus ideas religiosas e inclusive informaciones sobre su vida privada e intimidad personal, lo cual estaba prohibido por la legislación francesa. El hecho era agravado porque los datos así recogidos estaban sólo a disposición de un ente particular como el Gran Oriente de Francia y no estaban siquiera destinados a la administración pública.
El general Louis André, quien aseguró desconocer el contenido de las anotaciones, no pudo desmentir que al menos tenía conocimiento de la existencia del "fichero" y tampoco pudo defenderse ante las evidencias mostradas. Otro diputado nacionalista, Gabriel Syveton, le propinó al propio André una bofetada en el recinto de la Asamblea, lo cual generó un nuevo escándalo que permitió al gabinete de Émile Combes asegurarse un frágil apoyo. La solución aportada por Combes fue destituir al mayor Henri Mollin, pero ello no aquietó el escándalo.
La fuerza de las denuncias y la gran dificultad en justificar la existencia (y la legalidad misma) del "fichero masónico" forzaron a André a renunciar a su cargo en octubre de 1904, siendo substituido por Maurice Berteaux como ministro de Guerra. Ante este hecho, el escándalo provocó la caída del gobierno del anticlerical Émile Combes en enero de 1905.

### Libros
- François Vindé, L'Affaire de fiches, 1900-1904 chronique d'un scandale, Edition universitaires, Collection Documents, 1989, ISBN 2-7113-0389-6.
- General Louis André, Cinq ans de ministère, Paris : Louis Michaud, 1907.
- Jean-Baptiste Bidegain, Le Grand-Orient de France. Sa Doctrine et ses Actes, Paris : librairie antisémite, 1905, 292 p.
- BIDEGAIN, Jean, Masques et Visages maçonniques, Paris : librairie antisémite, 1906, 426 p.
- BIDEGAIN, Jean, Magistrature et Justice maçonniques, Paris : Librairie des Saints-Pères, 1907.
- BIDEGAIN, Jean, Une Conspiration sous la IIIe République. La vérité sur l’affaire des fiches, Paris : La Renaissance française, 1910, 241 p.
- FESCH, Paul, Dossiers maçonniques. La Franc-Maçonnerie contre l’armée, Paris : Charles Clavreuil, 1905, 521 p.
- Jean Guyot de Villeneuve, La délation maçonnique dans l’armée, Paris : Ligue de Défense Nationale contre la Franc-Maçonnerie,
- MOLLIN, capitaine, La Vérité sur l’affaire des fiches, Paris : librairie universelle, 1905, 255 p.
- NANTEUIL, Robert, Le Dossier Guyot de Villeneuve. L’Armée cléricale, Paris : Bibliographie sociale, 1906.
- VINDÉ, François, L’affaire des fiches (1900-1904) – Chronique d’un scandale, Mayenne : Éditions universitaires, 1989, 237 p.

### Artículos
- BÉDARIDA, François, « L’armée et la République : les opinions politiques des officiers français en 1876-1878 », Revue historique, juillet-septembre 1964, pp. 119-164.
- HIRAM, Maître, « Le livre de Bidegain », L’Acacia, 1905, t. 1, pp. 321-335.
- LEFEBVRE, Denis, « Narcisse-Amédée Vadecard, l’homme des « fiches » », Institut d’Études et de Recherches Maçonniques, hiver 2002 - printemps 2003, Chroniques d’histoire maçonnique, dossier 54-55.
- Jean Marquès-Rivière, « L’affaire des fiches », Documents maçonniques, mars 1942, n.º 6, pp. 17-22.
- Jacques Ploncard d'Assac, « Les lettres du F : Vadecard », Documents maçonniques, 1942.
- SABAH, Lucien, « Les fiches Bidegain, conséquences d’un secret », Politica Hermetica, n.º 4, 1990, pp. 68-90.
- SABAH, Lucien, « Les tribulations d’un militaire franc-maçon, le général Riu (1832-1895) », Chroniques d’histoire maçonnique, n.º 38, 1987, pp. 67-76.
- « L’Affaire des fiches », Bulletin du Grand Orient de France, n.º 24, 1960, pp. 7-15.